# Alexandra Morallet
Alexandra Morallet (1977) è un'ex sciatrice alpina francese.

## Biografia
In Coppa Europa La Morallet esordì il 5 gennaio 1995 a Tignes in discesa libera (72ª) e conquistò due podi, entrambi in supergigante: la vittoria del 20 dicembre 1997 ad Altenmarkt-Zauchensee e il 3º posto del 3 febbraio 1998 a Pra Loup. In Coppa del Mondo disputò tre gare: esordì il 18 gennaio 1998 ad Altenmarkt-Zauchensee in supergigante, senza completare la prova, e ottenne il miglior piazzamento nell'ultima, il supergigante di Val-d'Isère del 10 dicembre dello stesso anno (44ª). Si ritirò al termine della stagione 2000-2001 e la sua ultima gara fu uno slalom speciale FIS disputato l'8 aprile a Mammoth Mountain; non prese parte a rassegne olimpiche o iridate.

## Palmarès

### Coppa Europa
- 2 podi:
  - 1 vittoria
  - 1 terzo posto

#### Coppa Europa - vittorie
| Data             | Località              | Paese   | Specialità |
| ---------------- | --------------------- | ------- | ---------- |
| 20 dicembre 1997 | Altenmarkt-Zauchensee | Austria | SG         |

Legenda:

SG = supergigante